# Finn Knutinge Kaas
Finn Knutinge Kaas, född 25 mars 1917 i Nesodden, död 13 mars 2007 i Delmenhorst, var en norsk nazist och SS-Hauptscharführer. 
Under andra världskriget verkade Kaas som angivare och torterare för tyska Sicherheitsdienst (SD) och Sicherheitspolizei (Sipo). Han var bland annat inblandad i morden på Edvard Tallaksen och Gregers Gram år 1944.
Efter andra världskriget dömdes Kaas till döden, men straffet omvandlades senare till livstids fängelse. Kaas benådades av kung Olav V och frisläpptes i november 1957.